# Балтийская Звезда (баскетбольный клуб)
«Балтийская Звезда» — женский баскетбольный клуб из Санкт-Петербурга. Лучшим достижением команды является 3-е место в чемпионате России сезона 2003/04, обладатель Кубка Европы ФИБА.

## История
«Балтийская звезда» образовалась на базе спортивной школы Василеостровского района, основателем команды является Бурчик Алексей Петрович. Когда в 1996 году спортшкола в очередной раз выпустила плеяду игроков: Корстин, Абросимову, Степанову и др. городские власти задумались о создании ещё одной питерской команды. Только в 1998-м городская федерация баскетбола выделила деньги на содержание такой команды, и в том же году состоялся первый официальный матч «Балтийской Звезды». Основу команды, на протяжении всей её истории, в основном составляли местные баскетболистки.
Поиграв два года в высшей лиге, команда поднялась до дивизиона «Суперлиги» чемпионата России. В дебютном сезоне элиты 2001/02 команда не стушевалась перед старожилами и в конечном итоге заняла 7-е место среди 19 команд, проиграв в четвертьфинале московскому «Динамо» в серии 0-2. Также «Балтийская Звезда» участвовала в розыгрыше Балтийской лиги, где в финале проиграла литовскому суперклубу «Летовус Телекомас». В следующем сезоне команда заняла 5-е место в регулярном первенстве и вышла в плей-офф, где вновь уступила «Динамо», на этот раз серию 1-2. В розыгрыше Балтийской лиги питерские баскетболистки выиграли «бронзовые» медали.
Сезон 2003/04 стал поворотным в судьбе питерской команды. Клуб, опираясь на спонсорскую поддержку, купил двух темнокожих баскетболисток из США: Демиа Уолкер и Кристин Шарп, а также контракт был подписан с центровой сборной СССР и России Элен Шакировой. И победы не заставили себя долго ждать. Первый успех – кубок Европы ФИБА. В «Финале четырёх», проходящем в Стамбуле, в полуфинале были обыграны постоянные обидчики в чемпионате России «Динамо» (Москва) со счётом 67:57, а на следующий день пал венгерский «Шольнок». В напряжённом поединке, проиграв первую половину матча 30:36, «Балтийская Звезда» догнала венгерок и вышла вперёд, установив окончательный счёт – 68:64. В чемпионате России, закончив регулярное первенство на 4-м месте, питерские баскетболистки получили преимущество своего поля в 1/4 финале с казанским «Технологическим университетом», который обыграли 2-0. В полуфинале «Балтийская Звезда» уступила «УГМК» 0-2 и в матче за 3-е место сошлась с новосибирской «Динамо-Энергией», имевшей преимущество своей площадки. Несмотря на это, петербургские баскетболистки выиграли оба матча у сибирячек на их нем поле – 85:79, 88:81. В третьем матче, уже в Санкт-Петербурге, «Балтийская Звезда» не оставила никаких шансов «Динамо-Энергии» — 98:79. Итог: «бронзовая» медаль первенства России.
На волне успеха Кира Тржескал покидает тренерскую скамейку питерской команды. В следующем сезоне, когда прошлогодние новички ушли, были подписаны контракты с белорусской Екатериной Снытиной и Ириной Краснощёк. Клуб начал сезон с «домашнего» розыгрыша Мировой лиги, где команда, усиленная шестью баскетболистками московского «Динамо», заняла 3-е место. В чемпионате России «Балтийская Звезда» выступила неудачно, заняв в «регулярке» 10-е место, баскетболистки не попали в плей-офф. В Евролиге ФИБА команду ждал ещё более оглушительнее провал, в групповом турнире «Балтийская Звезда» ставит абсолютный «антирекорд» 12 поражений из 12 матчей.
Последующие два сезона питерская команда теряет своих лидеров-воспитанников, ослабевает денежная поддержка со стороны городских властей. В конечном итоге последний свой сезон команда заканчивает на 11-м месте. Символично, что последние матчи «Балтийской Звезды» тренирует тот, кто создал её – Кира Тржескал.
Летом 2007 года, из-за финансовых долгов, президент команды Алексей Бурчик принял решение войти в структуру мужского баскетбольного клуба «Спартак» и сменить название. Место в элитном дивизионе было сохранено за петербургскими баскетболистками. Только пять игроков «Балтийской Звезды» появились в составе уже новой команды «Спартак».

### Статистика выступлений в Чемпионате России
| Сезон   | Лига                       | Место | Примечания                     |
| ------- | -------------------------- | ----- | ------------------------------ |
| 1999/00 | Высшая лига (группа «Б»)   | 3     | Вышел в группу «А» Высшей лиги |
| 2000/01 | Высшая лига (дивизион «А») | 3     | Вышел в «Суперлигу»            |
| 2001/02 | Суперлига                  | 7     |                                |
| 2002/03 | Суперлига «А»              | 5     |                                |
| 2003/04 | Суперлига «А»              | 3     |                                |
| 2004/05 | Суперлига «А»              | 11    |                                |
| 2005/06 | Суперлига «А»              | 10    |                                |
| 2006/07 | Суперлига «А»              | 11    |                                |

## Достижения
- Обладатель Кубка Европы ФИБА: 2004.
- Бронзовый призёр чемпионата России: 2004
- Бронзовый призёр Мировой лиги: 2004
- Серебряный призёр Балтийской женской лиги: 2002
- Бронзовый призёр Балтийской женской лиги: 2003

## Тренеры
- Кира Тржескал (1998 – 2004, 2007)
- Сергей Суменков (2004)
- Евгений Борзилов (2005)
- Андрей Макеев (2005 – 2006)
- Леонид Ячменев (2006)
- Александр Харченков (2006 – 2007)

## Известные игроки
- Элен Шакирова
- Ирина Рутковская
- Светлана Махлина
- Юлия Миронова
- Елена Соловьёва
- Евгения Белякова
- Наталья Жедик
- Елена Гришина
- Ксения Лаптева
- Екатерина Савельева
- Екатерина Снытина
- Демайя Уокер